# 신분을 숨겨라
《신분을 숨겨라》는 2015년 6월 16일부터 2015년 8월 4일까지 tvN에서 방영된 월화 드라마이다.

## 줄거리
합법? 정의? '놈'들을 잡기 위해서는 철저히 무시한다! 도청, 감청, 잠입 등 법의 한계 점까지 가는 모든 수사 방법을 허가 받은 특수 수사대, 일명 '수사 5과'의 목숨을 건 범죄 소탕 작전과 숨 막히는 팀 플레이를 그린 드라마.

## 등장 인물

### 주요 인물
- 김범 : 차건우 역
- 박성웅 : 장무원 역
- 윤소이 : 이민주 → 장민주 역 (아역 김혜윤)
- 이원종 : 최태평 역

### 수사 5과 관련 인물
- 김태훈 : 민태인 역
- 임현성 : 진덕후 역

### 적대 인물군
- 미상 : 정인철 회장 (고스트) 역
- 이경영 : 최대현 국장 (2대 고스트) 역
- 김민준 : 정 선생 역 (특별출연)
- 최정우 : 이명근 네오나이츠 회장 역
- 강성진 : 남인호 역
- 임종윤 : 한상준 이명근의 비서실장 역
- 김병춘 : 마상욱 역
- 허재호 : 정상준 실장 역

### 그 외 인물
- 조영진 : 이일한 경찰청장 역
- 정도원
- 우정국
- 류성현 : 백프로 역
- 박성택
- 장서희 : 정지원 역
- 권민
- 추교진 : 보안요원 역
- 이상인 : 하윤미 (인어공주) 역
- 오대환 : 이무성 역
- 지건우
- 유상재 : 최철한 역
- 이수용 : 류태식 역
- 김하린 : 연화 역
- 태항호 : 승균 역
- 황민호
- 민상우
- 김호승 : 김세진 역
- 정제우
- 정종우
- 김광인
- 황성준 : 박충식 역
- 서유정 : 엄인경 역
- 정성일 : 엄인경의 비서 역
- 인성호
- 금광산 : 김세진 부하 역
- 한여울
- 한재범
- 서광재 : 조세영 역
- 박영수
- 이대승 : 황준혁 교수 역
- 강성 : 유진우 역
- 김춘기
- 고윤후
- 노진영
- 홍상진 : 조철중 역
- 서은아
- 이현걸
- 엄태옥
- 금동현
- 이지연 : 김미정 역
- 김우린 : 수사과 고정 비밀요원 역
- 윤종원 : 고스트 대원 역
- 박혁민

### 특별출연
- 김지원 : 민태희 차건우가 사랑했던 연인. 민태인의 동생 역
- 정진 : 창민 역
- 홍승진
- 엄수정 : 박민영 검사 역
- 송용태 : 유동준 역

## 시청률
최저 시청률과 최고 시청률은 시청률 조사회사와 지역별로 시청률에 차이가 있을 수 있습니다.
| 2015년 | 2015년   | 2015년          | 2015년      |
| 회차   | 방송일자 | AGB 닐슨 시청률 | TNMS 시청률 |
| ------ | -------- | --------------- | ----------- |
| 제1회  | 6월 16일 | 2.3%            | 2.3%        |
| 제2회  | 6월 16일 | 1.9%            | 2.4%        |
| 제3회  | 6월 22일 | 1.6%            | 1.8%        |
| 제4회  | 6월 23일 | 2.5%            | 2.3%        |
| 제5회  | 6월 29일 | 2.0%            | 1.7%        |
| 제6회  | 6월 30일 | 2.1%            | 2.3%        |
| 제7회  | 7월 6일  | 2.0%            | 1.9%        |
| 제8회  | 7월 7일  | 2.1%            | 2.3%        |
| 제9회  | 7월 13일 | 2.0%            | 1.6%        |
| 제10회 | 7월 14일 | 1.8%            | 2.3%        |
| 제11회 | 7월 20일 | 1.9%            | 1.6%        |
| 제12회 | 7월 21일 | 1.9%            | 1.6%        |
| 제13회 | 7월 27일 | 1.7%            | 1.9%        |
| 제14회 | 7월 28일 | 2.4%            | 2.2%        |
| 제15회 | 8월 3일  | 1.5%            | 1.9%        |
| 제16회 | 8월 4일  | 2.2%            | 2.4%        |